# 郜风涛
郜风涛（1959年5月—），男，汉族，河南西平人，中华人民共和国政治人物，曾任国有重点大型企业监事会主席，中华全国总工会主席团委员，第十三届全国政协委员。
2008年10月17日，中国工会十五大在北京开幕，大会选举他出任主席团委员。